# لیسا لیپس
لیسا لیپس (انگلیسی: Lisa Lipps؛ زاده ۲۲ اکتبر ۱۹۶۶) یک بازیگر پورنوگرافی اهل ایالات متحده آمریکا است.